# تور نویر
تور نویر (به لاتین: Tour Noir) یک کوه در سوئیس است که در کانتون وله واقع شده‌است. تور نویر ۳٬۸۳۶ متر بالاتر از سطح دریا واقع شده‌است.